# Palacio de Topkapı

Plano del palacio de Topkapi con sus cuatro patios y el harén.

El palacio de Topkapı (Topkapı Sarayı en turco, literalmente el palacio de la Puerta de los Cañones — por estar situado cerca de una puerta de ese nombre), situado en Estambul, fue el centro administrativo del Imperio otomano desde 1465 hasta 1853. La construcción del palacio fue ordenada por el sultán Mehmed II en 1459 y fue completada en 1465. El palacio está situado sobre el Sarayburnu, entre el Cuerno de Oro y el mar de Mármara, desde él se tiene una espléndida vista del Bósforo. Está formado por muchos pequeños edificios construidos juntos y rodeados por cuatro patios.
El palacio está construido siguiendo las normas de la arquitectura seglar turca, siendo su máximo ejemplo. Es un entramado complejo de edificios, unidos por patios o jardines siendo la superficie total del complejo de 700 000 m², rodeados por una muralla bizantina.
En 1853, el sultán Abdulmecid decidió trasladar su residencia al recién construido y moderno Palacio de Dolmabahçe. En la actualidad, el Topkapi es un museo de la época imperial, siendo una de las mayores atracciones turísticas de Estambul.
Tras el fin del Imperio Otomano en 1923, un decreto gubernamental del 3 de abril de 1924 transformó Topkapı en museo. En la actualidad, el Ministerio de Cultura y Turismo de Turquía administra el Museo del Palacio de Topkapı. El complejo palaciego cuenta con cientos de salas y aposentos, pero sólo los más importantes son accesibles al público desde el 2020, entre ellos el Harén Imperial Otomano y el tesoro, llamado hazine, donde se exponen el Diamante del Cuchillero y la Daga de Topkapi. La colección del museo también incluye ropa otomana, armas, armaduras, miniaturas, reliquias religiosas y manuscritos iluminados como el manuscrito Topkapi. Funcionarios del ministerio, así como guardias armados del ejército turco custodian el complejo. El palacio Topkapı forma parte de los Conjuntos Históricos de Estambul, un grupo de lugares de Estambul que la UNESCO reconoció como Patrimonio de la Humanidad en 1985.

## Historia
El complejo palaciego está situado en el Sarayburnu (cabo del Serallo), un promontorio sobre el Cuerno de Oro, donde el Bósforo conecta con el mar de Mármara. El terreno es montañoso y el palacio se encuentra en uno de los puntos más altos y cercanos al mar. Durante época griega y bizantina, la acrópolis de la antigua ciudad de Bizancio se encontraba en este lugar.
Tras la conquista por el sultán Mehmed II de Constantinopla (conocida desde 1930 como Estambul) en 1453, el Gran palacio de Constantinopla quedó abandonado. La corte otomana se instauró en primera instancia en el Antiguo palacio (Eski Saray), donde actualmente se encuentra la Universidad de Estambul en la plaza Beyazit. Mehmed ordenó la construcción del palacio de Topkapi en 1459. Según el historiador coetáneo Miguel Critóbulo, el sultán "se encargó de hacer llamar a los mejores albañiles de todas partes… Ya que para él la construcción de grandes edificios que merecían la pena ser vistos debían mostrar la gloria y lo mejor del pasado". Las fuentes discrepan sobre el comienzo y la finalización de la construcción del interior del palacio. Critóbulo dio una horquilla entre los años 1459-65; otras referencias sugieren que la construcción se completó a finales de la década de 1460.
Mehmed estableció un diseño básico del palacio. Sus estancias privadas estarían localizadas en el punto más alto del promontorio. Varios edificios y pabellones rodearían la parte más interna y bajarían por la ladera del promontorio hacia las costas del Bósforo. El complejo al completo estaba rodeado por grandes murallas, algunas de las cuales datan de época de la acrópolis bizantina. El diseño original continuó siendo el corazón del palacio incluso tras varias ampliaciones y renovaciones. La apariencia del palacio de Topkapi era única, no solamente para los viajeros europeos, sino también entre los palacios islámicos y orientales. Los europeos lo describieron como "irregular, asimétrico, no axial y de unas proporciones no 

monumentales". Los otomanos lo denominaban como "el palacio de la felicidad". Una vida diaria estricta, ceremonial y codificada aseguraban la reclusión imperial del resto del mundo. Uno de los dogmas principales era la observación del silencio en los patios interiores. El principio de la reclusión imperial es una tradición que fue instaurada por Mehmed II en 1477, plasmándolo en 1481 en el Código Kanunname, que regulaba el rango de los oficiales de la corte, la jerarquía administrativa y el protocolo. Este principio de reclusión se reflejó en el estilo constructivo y en los preparativos de varias estancias y edificios. Los arquitectos debían asegurar que, incluso en el interior del palacio, el sultán y su familia pudieran disfrutar de la mayor privacidad y discreción, haciendo uso de ventanas y pasadizos secretos.

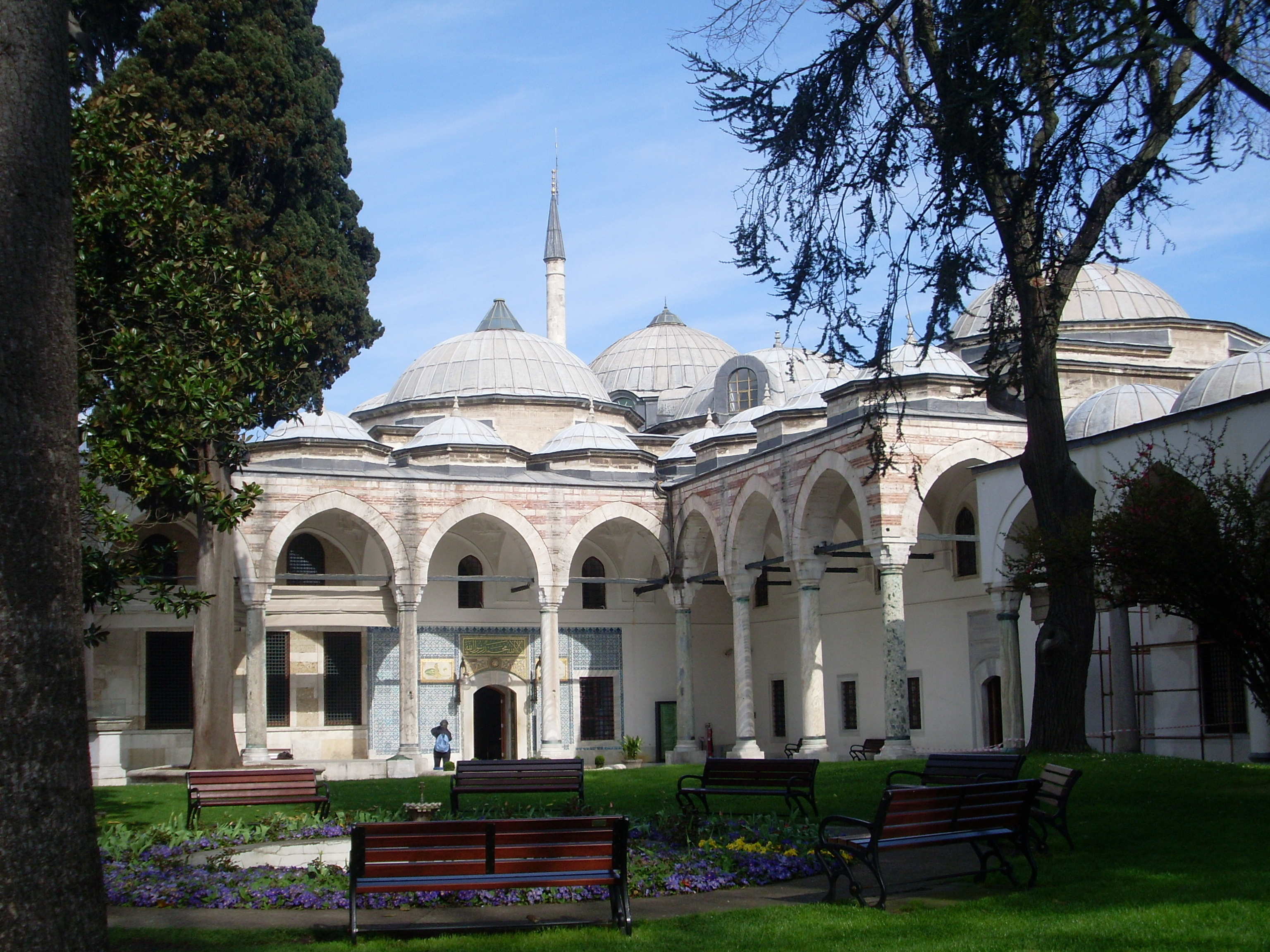
Uno de los espacios interiores.

Otros sultanes posteriormente realizaron modificaciones al palacio, aunque la zona original de Mehmed se conservó en su mayoría. El palacio se amplió significativamente entre 1520 y 1560, durante el reinado de Solimán el Magnífico. El Imperio otomano se había expandido rápidamente y Solimán deseaba que su residencia mostrara su creciente poder. El arquitecto jefe durante esta época fue el persa Alaüddin, también conocido como Acem Ali, quien fue responsable de la ampliación del harén.
En 1574, tras el gran incendio que destruyó las cocinas, Mimar Sinan se comprometió con el sultán Selim II a reconstruir las partes dañadas del palacio. Mimar Sinan restauró y amplió no solamente las áreas dañadas, sino también el harén, los baños, las estancias privadas y varios pabellones costeros.
Hacia finales del siglo XVI, el palacio adquirió su aspecto actual. El palacio es una estructura extensible, más que una única estructura monolítica, con un surtido de edificios bajos construidos en torno a patios, interconectados con galerías y pasadizos. Visto desde el aire, los jardines del palacio se dividen en cuatro grandes patios y el harén. El primero de ellos era el más accesible, mientras que los otros y el harén tenían un control más restrictivo y eran controlados con grandes murallas y puertas. No obstante, existen más patios de pequeño tamaño en todo el complejo. Se estima que el tamaño total varía entre casi 600 000 y 700 000 metros cuadrados.
Hacia el este y el sur el complejo está rodeado por un gran jardín imperial, actualmente conocido como parque Gülhane. Antiguos edificios anejos como pequeños palacios de verano, pabellos y otras estructuras para el disfrute real existían junto a la costa en un área conocida como el Quinto patio, pero han desaparecido con el tiempo debido a negligencias y la construcción de una vía ferroviaria en el siglo XIX.
En 1853, el sultán Abdulmecid decidió trasladar su residencia al recién construido y moderno Palacio de Dolmabahçe. En la actualidad, el Topkapi es un museo de la época imperial, siendo una de las mayores atracciones turísticas de Estambul.

## Distribución
Entrada:
1. Puerta imperial (Bab-Ι Hümayun)

El primer patio:

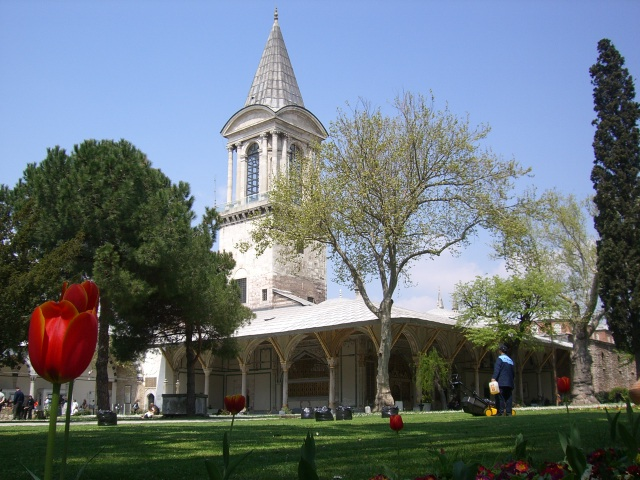
Torre de la Justicia del Consejo Imperial.

1. Puerta de la Acogida (Bab-üs-Selâm)

El segundo patio:
1. Patio de ceremonias
2. Establos reales (Has Ahirlar)
3. Consejo privado (Kubbealti)
4. Colección de armas
5. Mezquita de personal de la cocina
6. Patio de las cocinas
7. Cocinas reales
8. Colección porcelana europea y orfebrería en plata
9. Puerta de los eunucos blancos (Bab-üs-Saadet)
10. Habitaciones de los eunucos blancos

El tercer patio:
1. Salón de la audiencia (Arz Odasi)
2. Biblioteca de Ahmed III
3. Mezquita de los Aghas Blancos
4. Colegio de los pajes exploradores
5. Tesoro
6. Residencia director museo
7. Colección caligrafía, miniaturas y retratos
8. Colección relojes
9. Pabellón del Santo Manto y las Reliquias Sagradas

El cuarto patio:
1. Mezquita «Sofa»

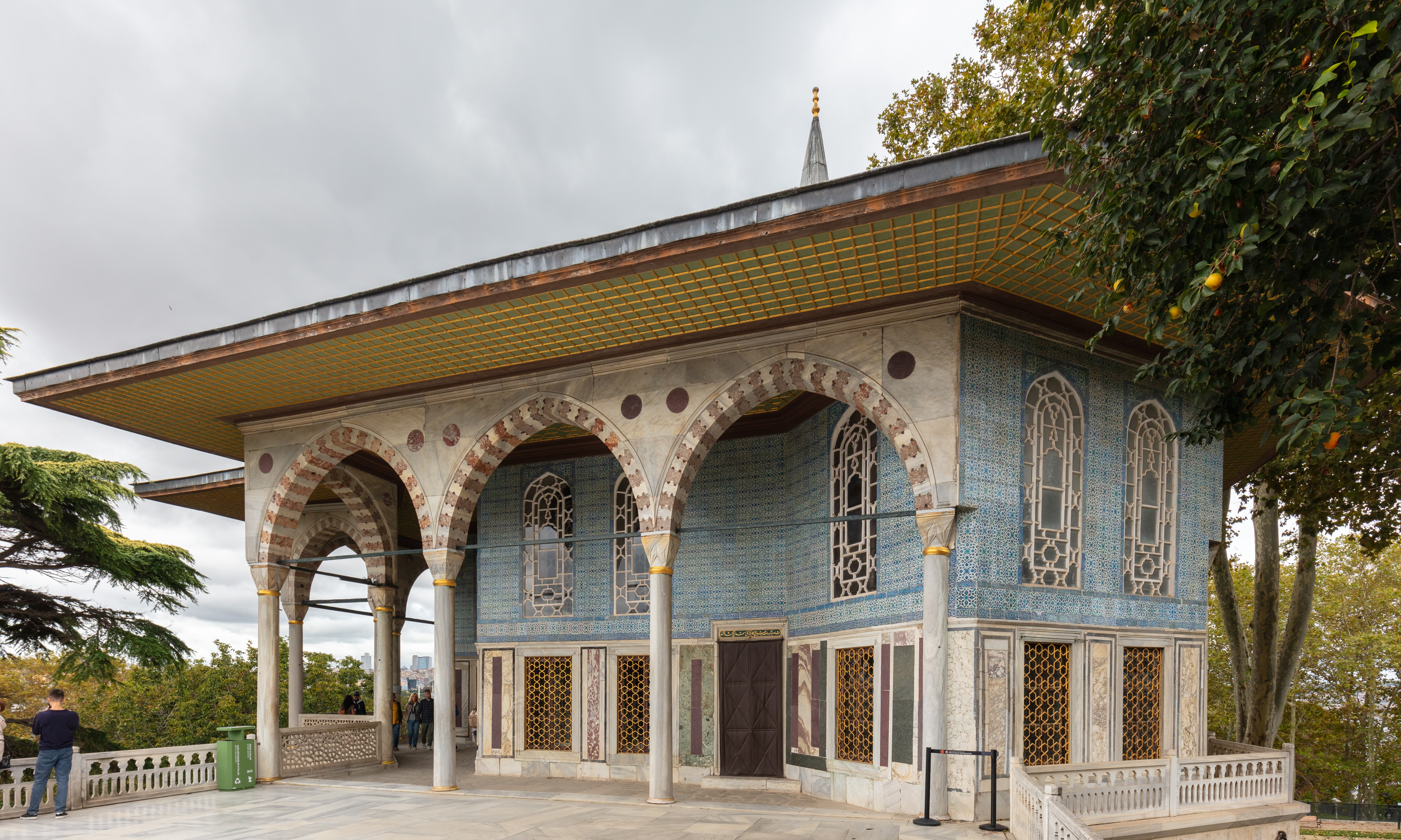
Pabellón de Bagdad.

2. Pabellón ornamentado (Mecidiye Köşkü)
3. Residencia del médico (Hekimbaşi Odasi)
4. Pabellón del zaguán (Sofa Köşkü)
5. Pabellón de Revan (Revan Köşkü)
6. Pabellón de Bagdad (Bagdad Köşkü)
7. Pabellón de la circuncisión
8. El pórtico de Iftar

El harén
Edificios situados en la muralla del palacio:
1. Pabellón de la ribera (Yali Köşkü)
2. Pabellón de mimbre (Sepetçiler Köşkü)
3. Palacio marítimo de Topkapı (Topkapı Sahil Sarayı)
4. Pabellón de perlas (Incili Köşk)
5. Puerta de Topkapi
6. Puerta de Balikhane

## Puerta Imperial

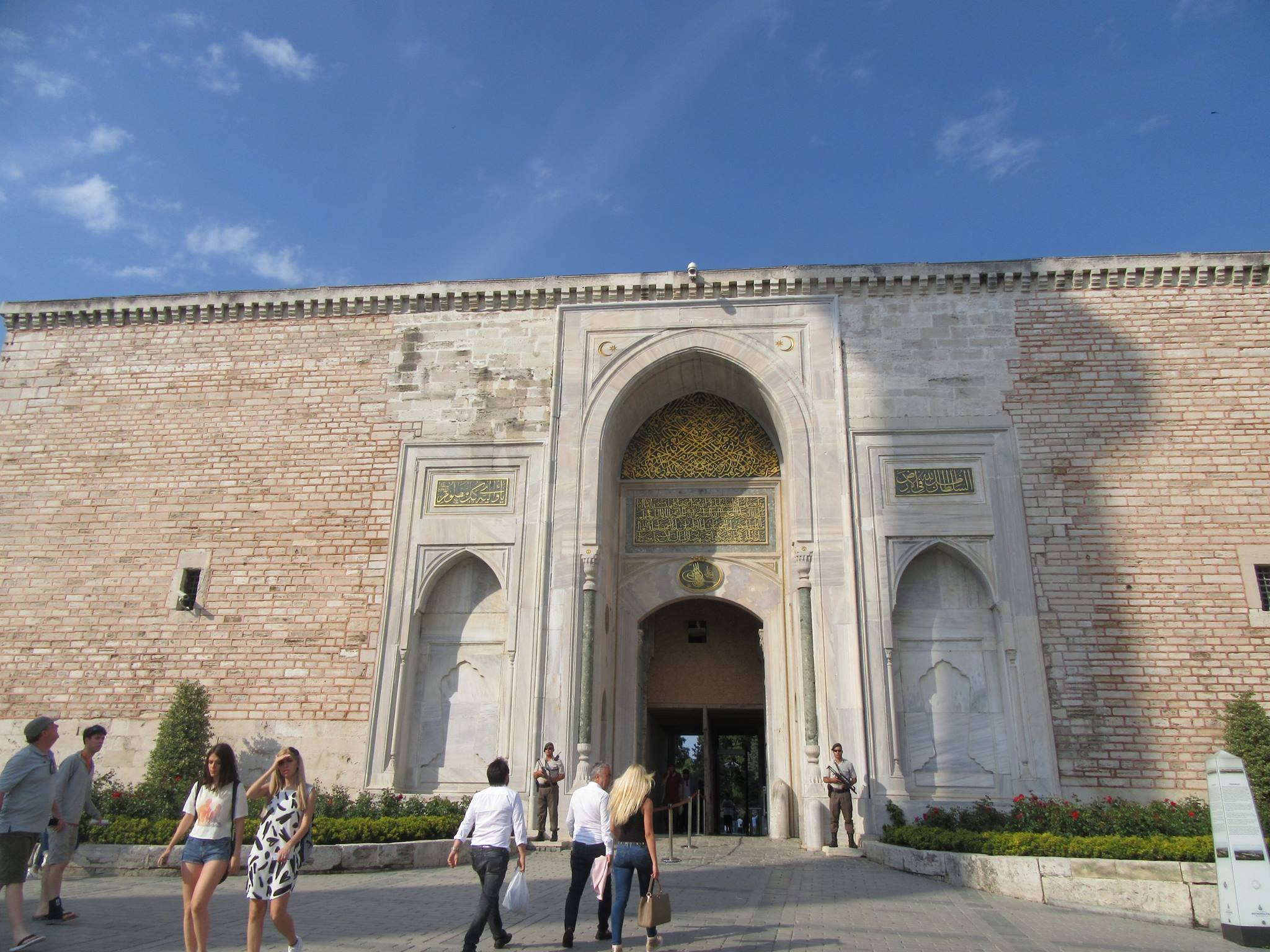
Puerta Imperial.

La Puerta Imperial (Bab-i Hümayun) es actualmente la entrada principal al palacio y por donde accedían los sultanes. Originalmente construida en 1478, está recubierta con mármol del siglo XIX. Su arco central está decorado con inscripciones del Corán y tugras de los sultanes Mehmet II y Abdülaziz, ya que fue realizada durante su reinado. Según algunos documentos antiguos, existía una estructura de madera sobre la puerta hasta la segunda mitad del siglo XIX que se usaba como pabellón de Mehmed, depósito de bienes de quienes fallecían sin herederos en el palacio y punto de observación del harén en ocasiones especiales.

## Primer patio

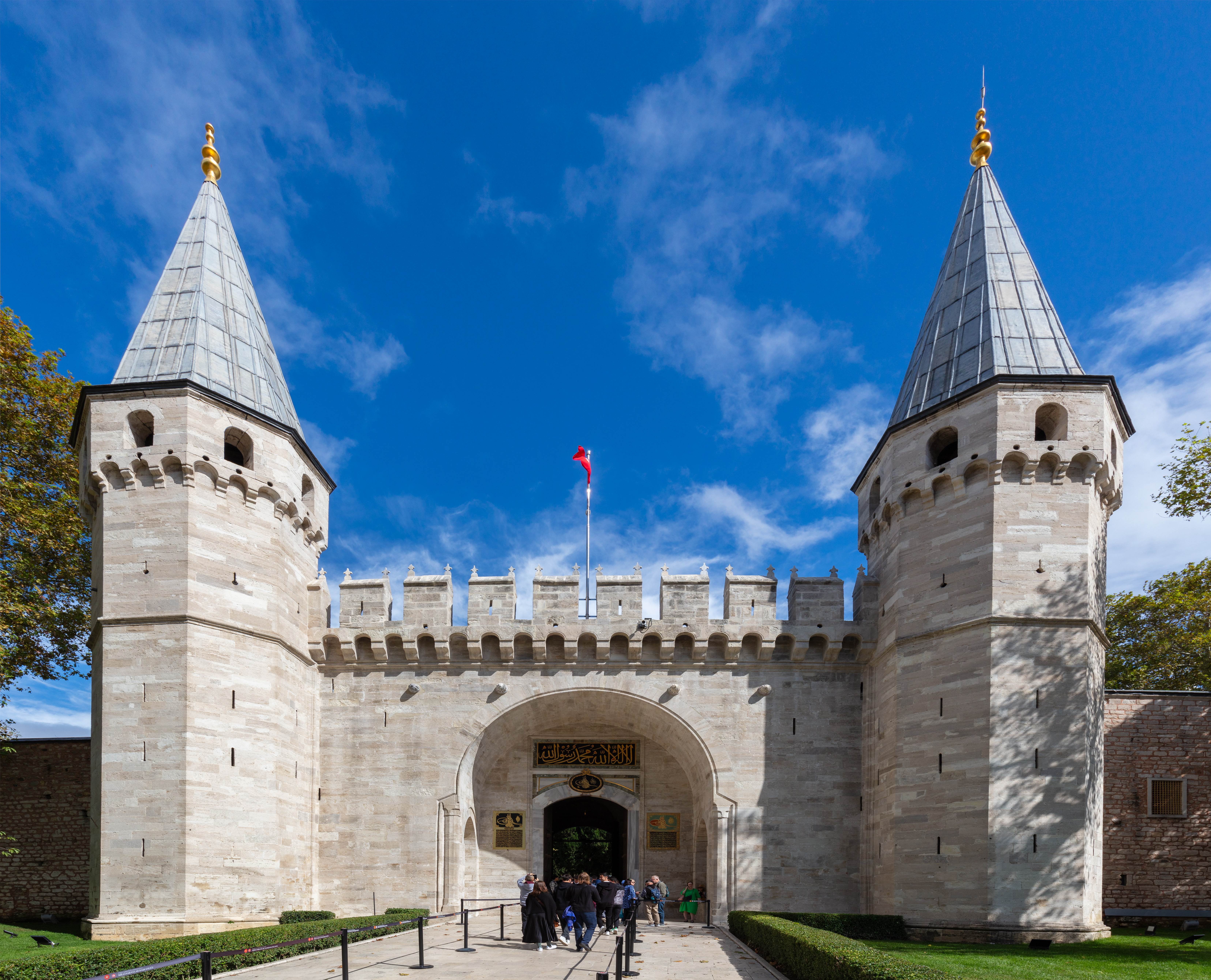
La Puerta de la Acogida (Bâb-üs Selâm).

El primer patio servía como recinto exterior o parque y es el más grande del palacio. Algunas estructuras del patio desaparecieron, aunque todavía se conserva la ceca imperial (1727), la iglesia de Santa Irene y algunas fuentes. La iglesia de Santa Irene fue usada por los otomanos como almacén y armería imperial. También se le conocía como patio de los Jenízaros o de los Desfiles.
La puerta de la Acogida (Bâb-üs Selâm), también conocida como puerta Media (Orta Kapı), alberga dos torres adosadas octogonales y, aunque su fecha de construcción se desconoce, la arquitectura de las torres parece tener una influencia bizantina. Una inscripción fecha esta puerta en el año 1542. Está decorada con inscripciones religiosas y monogramas de los sultanes. Este acceso estaba muy controlado y todos los visitantes debían desmontar de su caballo, ya que solo el sultán podía acceder en montura. La fuente del Verdugo (Cellat Çeşmesi) es donde el verdugo se lavaba las manos y su espada tras una decapitación, aunque algunos expertos dudan de este uso.
En abril de 2021 se hallaron los restos de una galería de época romana de tres naves en el patio.

## Segundo patio

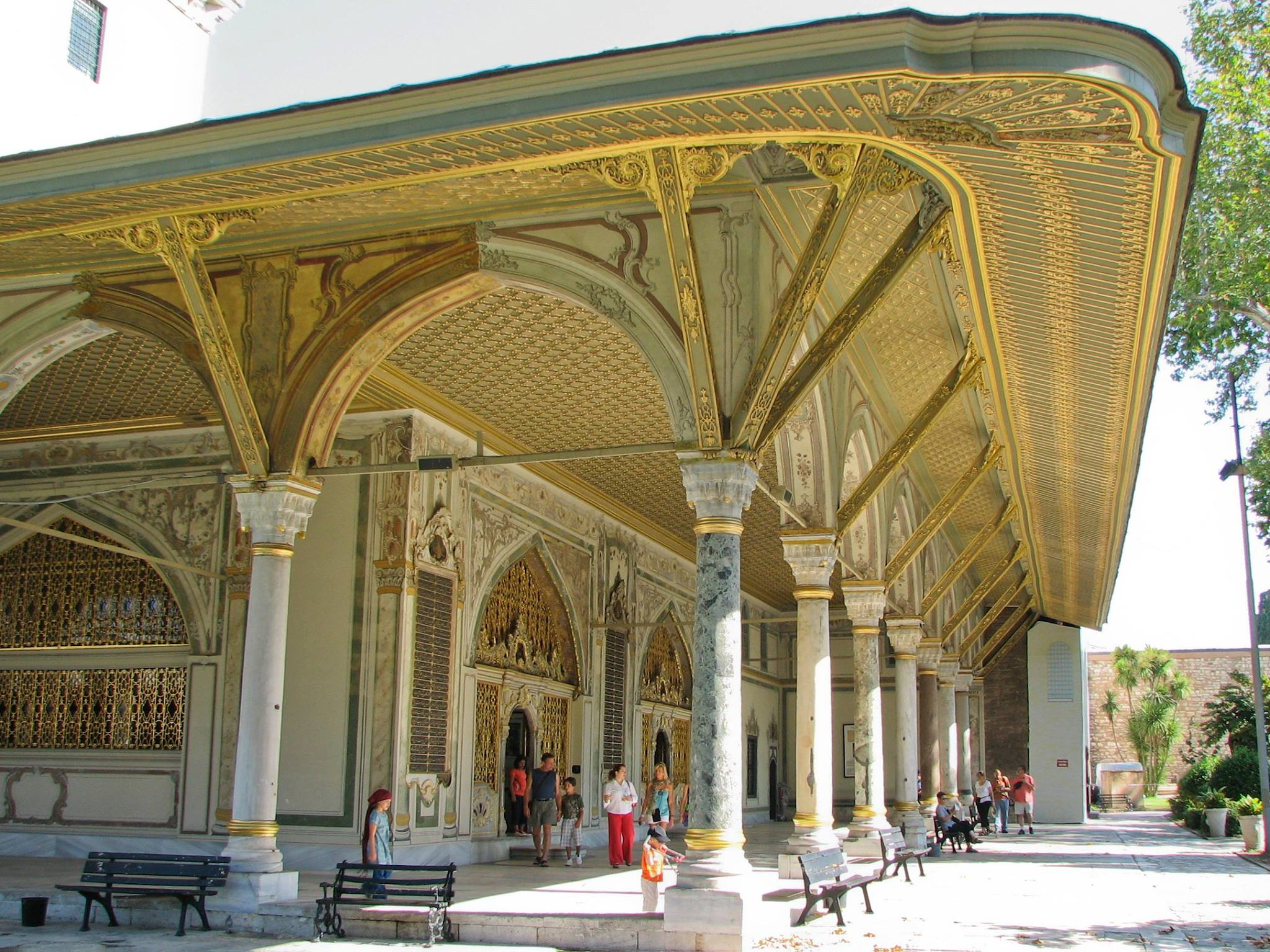
Exterior del Consejo Imperial en el segundo patio.

A través de la puerta de Acogida se accede al segundo patio o patio de ceremonias, ya que aquí se reunían los cortesanos y a menudo el sultán, sentado en su trono, realizaba audiencias, tal y como relató el embajador francés Philippe du Fresne-Canaye. Seguramente fue completado en 1465, durante el reinado de Mehmet II, aunque se modificó durante el reinado de Solimán el Magnífico entre 1525 y 1529. Está rodeado por el antiguo hospital del palacio, la panadería, el barrio de los jenízaros, los establos, el harén imperial y el diván al norte y las cocinas al sur. Al fondo la puerta de la Felicidad lleva hacia el tercer patio. En época otomana habría pavos reales y gacelas.
Los establos reales (Istabl-ı Âmire), ubicados a unos seis metros bajo el nivel del suelo, fueron construidos durante el reinado de Mehmet II y renovados por Solimán el Magnífico. Se dividían en dos dos dependencias que actualmente forman los establos actuales y el gran establo mayor. Esta zona también alberga una pequeña mezquita del siglo XVIII y los baños de Beşir Ağa, jefe eunuco de Mahmud I.
Al final de los establos se encuentran los Dormitorios de los Alabarderos con Trenzas, quienes llevaban madera a las estancias del palacio y demás zonas. Llevaban largas trenzas para mostrar su alta posición y se mencionan por primera vez en 1527. Estos dormitorios se fundaron en el siglo XV y fueron ampliados por el arquitecto Davud Ağa en 1587, durante el reinado de Murad III, alrededor de patio central al estilo de casa otomana, con baños y una mezquita, así como zonas de ocio como sala de fumar. Se observan inscripciones pías sobre sus variados deberes y mantenimiento del área. A diferencia del resto del palacio, están realizados con madera pintada de rojo y verde.

### Cocinas reales y colección de porcelana

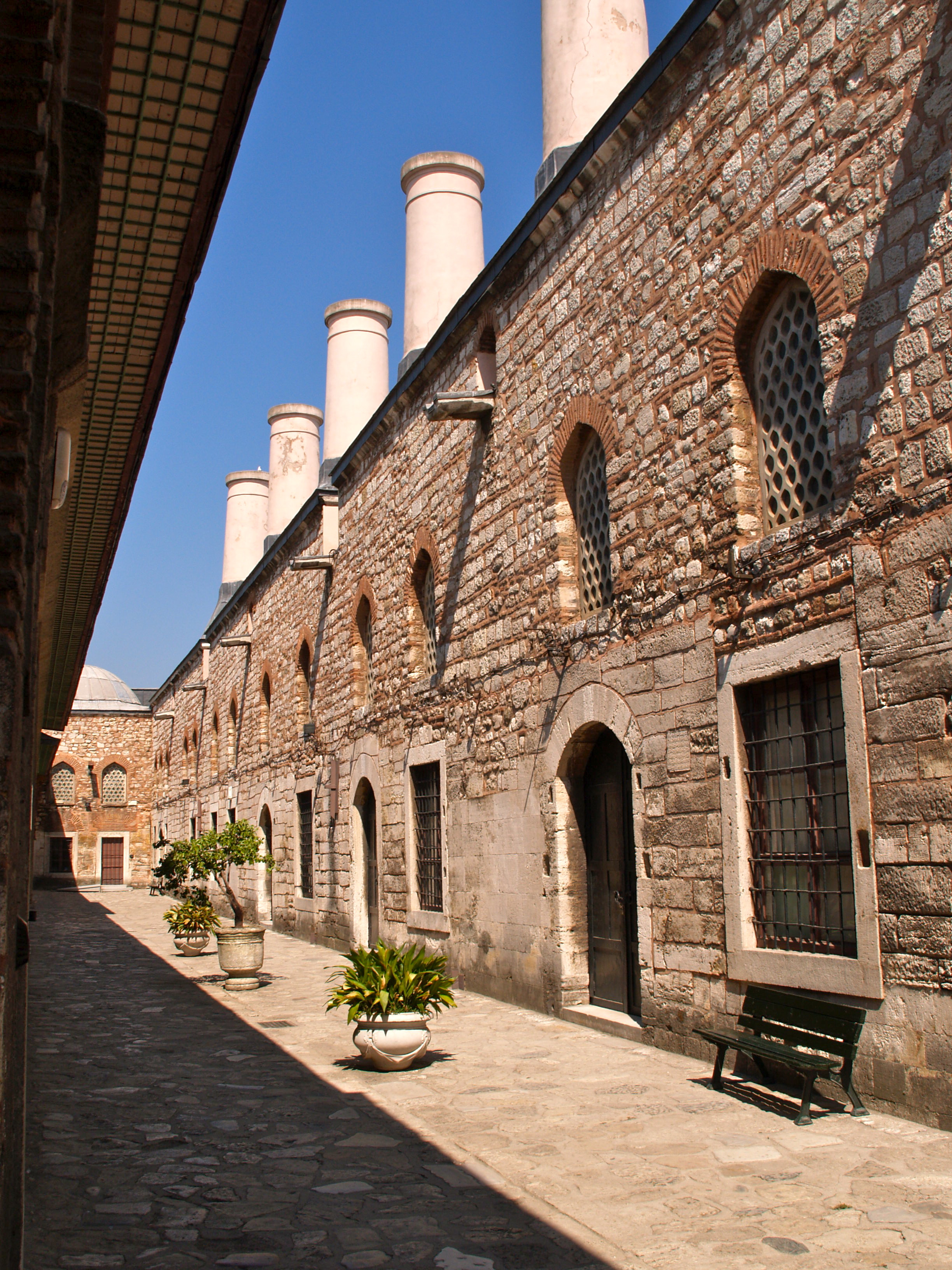
Exterior de las cocinas con las chimeneas.

Las cocinas reales (Saray Mutfakları) fueron construida. en el siglo XV y se ampliaron durante el reinado de Solimán el Magnífico, siguiendo el modelo de las cocinas del palacio de Edirne. Tras el incendio de 1574, fueron reconstruidas por el arquitecto otomano Sinan con dos filas de 20 grandes chimeneas añadidas por este arquitecto. Eran las cocinas más grandes del Imperio otomano y podían preparar comida para 4000 personas, con un servicio de más de 800 personas. Incluían dormitorios, baños y una mezquita para los empleados, aunque estos edificios desaparecieron.
Las tres cocinas eran:
- La gran cocina cuya función era la de preparar la comida para los invitados del sultán.[11]
- La Helvahane, era la cocina para la preparación de las delicias turcas, postres y dulces.
- La Kuşhane era la cocina privada del sultán y la que preparaba su comida y la de sus familiares.

Actualmente la cocina alberga una de las exposiciones de porcelana y cristal más importantes del mundo siendo considerada la tercera en importancia tras la del palacio imperial de Pekín y la de Dresde. La colección se compone de unas 10.700 piezas de extremado valor. Los otomanos tuvieron acceso a la porcelana china desde el siglo XV. Aunque fuentes chinas documentan la presencia de diplomáticos otomanos en China que recibían obsequios como porcelana, no existen documentos otomanos de estas misiones. Se puede destacar las colecciones de porcelana china, la serie Celadón, la serie azul y blanca, la serie multicolor, la porcelana japonesa, la porcelana y cristalería turca.

### Consejo Imperial

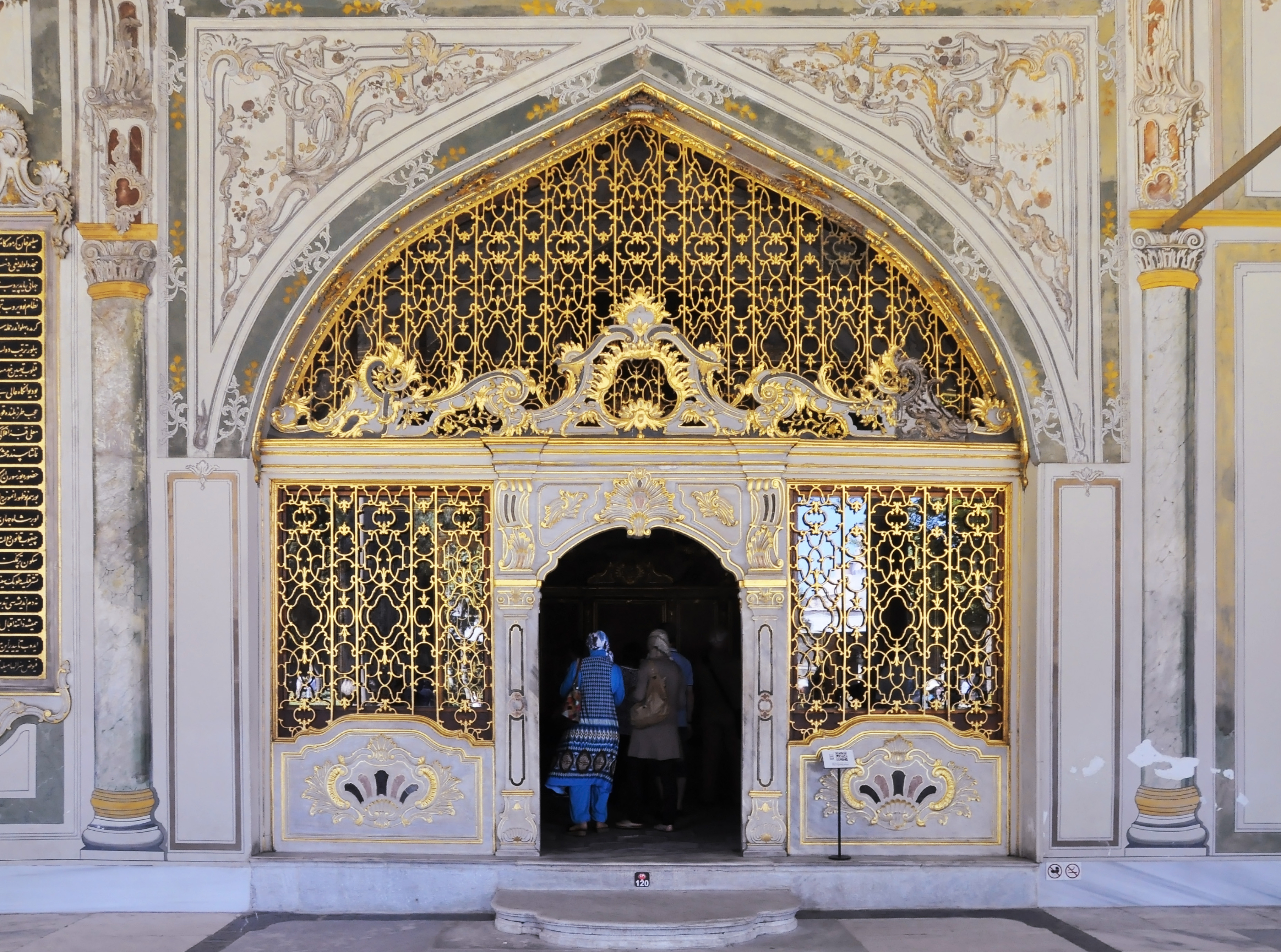
Acceso al Consejo Imperial.

En el edificio del Consejo Imperial (Dîvân-ı Hümâyûn) se reunía el Gran visir y sus ministros. Originalmente construido durante el reinado de Mehmet II, el edificio actual es del reinado de Solimán el Magnífico. Tuvo que ser restaurado tras el incendio del harén de 1665. Según la inscripción de la entrada también se restauró durante los reinados de Selim III en 1792 y Mahmud II en 1819, cuando se realizaron las decoraciones rococó de la fachada y el interior.
Este recinto lo conforman tres salas cupuladas: el Kubbealtı donde el consejo deliberaba los asuntos, la sala de los secretarios imperiales y el Defterhāne donde los empleados registraban todas las reuniones del consejo. El sultán podía seguir las deliberaciones sin ser visto desde una ventana a la que accedía desde los aposentos reales en la adyacente torre de la Justicia. Esta ventana se menciona por primera vez en 1527 por Mustafa Çelebi: "Su majestad ha construido un trono alto y logia sobre la sala del Consejo donde se sientan los visires, creando una ventana velada para observar desde arriba. Desde aquí, su Noble Excelencia a veces observa los eventos del diván, vigilando la verdad de los asuntos".
La torre de la Justicia está entre el Consejo y el harén y es la estructura más alta del palacio, siendo visible desde el Bósforo. Seguramente fue construida durante el reinado de Mehmet II y renovada por Solimán I entre 1527 y 1529. Mahmud II reconstruyó su linterna en 1825, aunque retuvo la base otomana.

### Tesoro exterior
El edificio donde actualmente se exhiben las armas y armaduras era originalmente uno de los tesoros del palacio, ya que existía otro "interior" en el tercer patio, mientras que este era llamado "exterior". Sin inscripciones, parece que fue construido durante el gobierno de Solimán I. Este tesoro financiaba la administración del estado y también los salarios de los jenízaros. En 1928, cuatro años después de que el palacio se convirtiera en museo, se trasladó a esta zona la colección de armas y armaduras.
Asimismo, durante la excavación de 1937 frente a este edificio, se descubrió la existencia de un edificio bizantino del siglo V. Debido a su nula identificación con las iglesias conocidas en esta zona, se le denomina la Basílica del Palacio. También existe un monolito que conmemora el rifle disparado por Selim III en 1790, traído desde Levend en 1930.

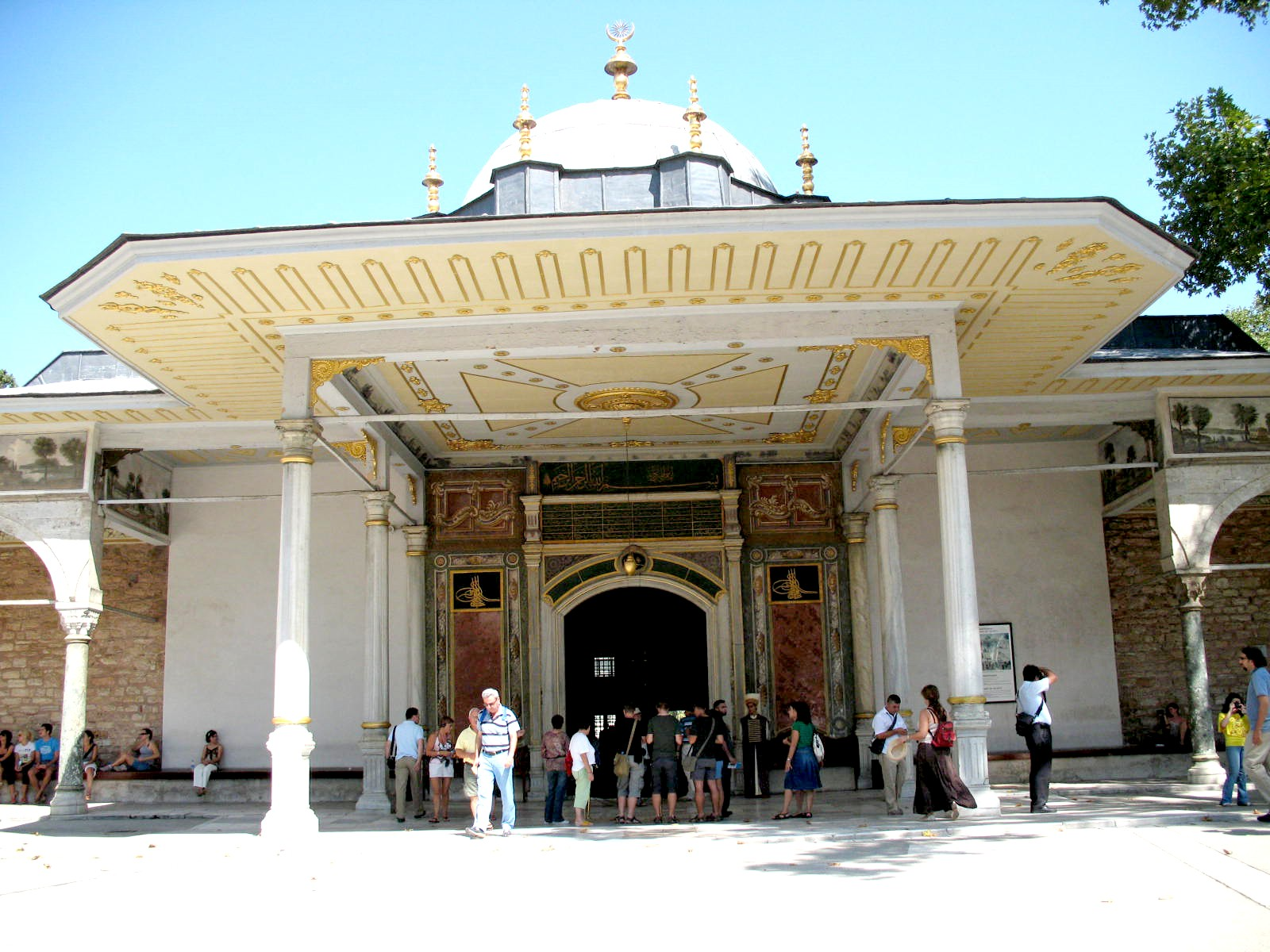
Puerta de la Felicidad, límite de la zona residencial y la zona privada del sultán.

#### Colección de armas
La colección de armas y armaduras es la más completa de arte islámico del mundo, con más de 400 piezas que van desde el siglo VII hasta el siglo XX. Destacan objetos realizados por los mismos otomanos o provenientes de regalos de otros monarcas extranjeros como señal de respeto hacia los sultanes. Destacan espadas de los Califatos omeya y abasí, así como armaduras mamelucas y persas, así como dagas, puñales, escudos y hachas.

### Puerta de la Felicidad
La Puerta de la Felicidad (Bâbüssaâde o Bab-üs Saadet) marcaba el límite entre la zona residencial y la zona privada, con lo cual nadie podía traspasar esta puerta sin la autoridad del sultán, incluso el gran visir solo accedía con permiso o días específicos con condiciones. Construida por Mehmet II, fue redecorada en estilo rococó en 1774 por el sultán Mustafá III y más tarde Mahmud II. Alberga versos coránicos y tugras. Desde aquí el sultán ofrecía algunas ceremonias en ocasiones especiales y también partía la comitiva funeraria cuando fallecía.

## Tercer patio

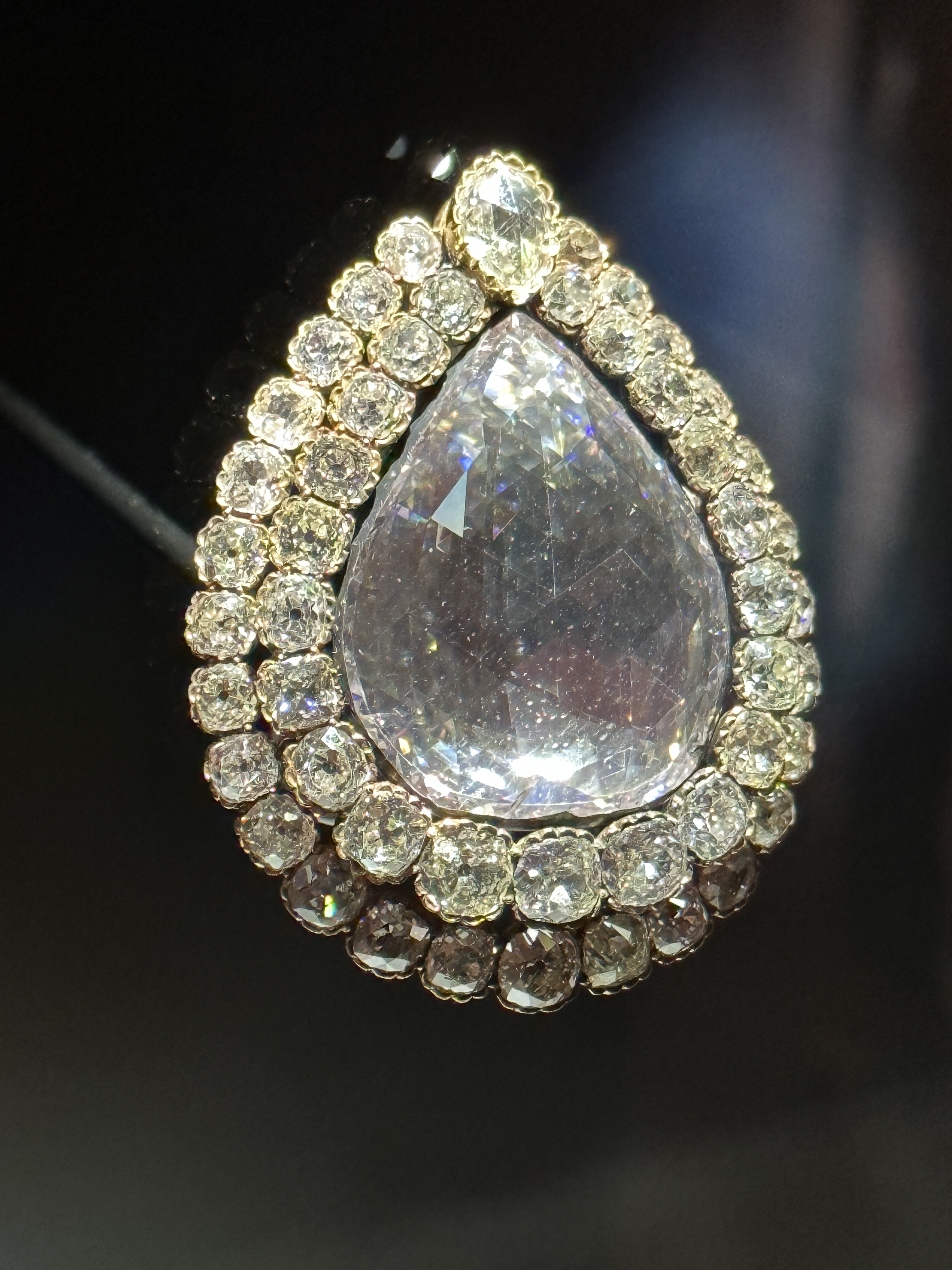
El Diamante del cucharero de 84 quilates en el Tesoro interior.

### Tesoro interior
El pabellón del Conquistador es uno de los edificios más antiguos del palacio. Fue construido en torno a 1460, cuando comenzó a construirse el palacio, y consiste en un edificio de dos plantas. El pabellón albergaba el tesoro de los ingresos de Egipto bajo el sultán Selim I. El Tesoro imperial alberga una vasta colección de obras de arte, joyería y objetos personales de la dinastía otomana. Estaba bajo supervisión del jefe del tesoro.
- La primera sala alberga las armaduras del sultán Mustafá III o el trono de marfil de Murad IV.[16]
- La segunda sala exhibe la famosa Daga de Topkapi. La empuñadura de oro está ornamentada con tres grandes esmeraldas y una funda de oro con diamantes y esmalte. En 1747, el sultán Mahmud I mandó realizar esta daga para el sah de Persia Nader, pero el sah fue asesinado antes de que el emisario abandonara la frontera otomana. Su fama se acrecentó tras su robo ficticio en el argumento de la famosa película Topkapi (1964) de Jules Dassin. En el centro de la sala se encuentra el trono de nogal de Ahmed I.[16]
- En la tercera sala se encuentra el Diamante del cucharero, de 84 quilates y engastado en un broche de plata rodeado de dos filas de 49 diamantes. La leyenda dice que fue comprado por un visir en el bazar, creyendo el dueño que era un trozo de cristal sin valor. Otra más posible dice que pertenecía a Alí Pachá de Yánina y fue conquistada por el sultán tras su ejecución.[16]

- En la cuarta sala se encuentra el trono del sultán Mahmud I, realizado en estilo indio y decorado con perlas y esmeraldas, fue un presente el sah de Persia Nader en el siglo XVIII.[16]

### Biblioteca de Ahmed III

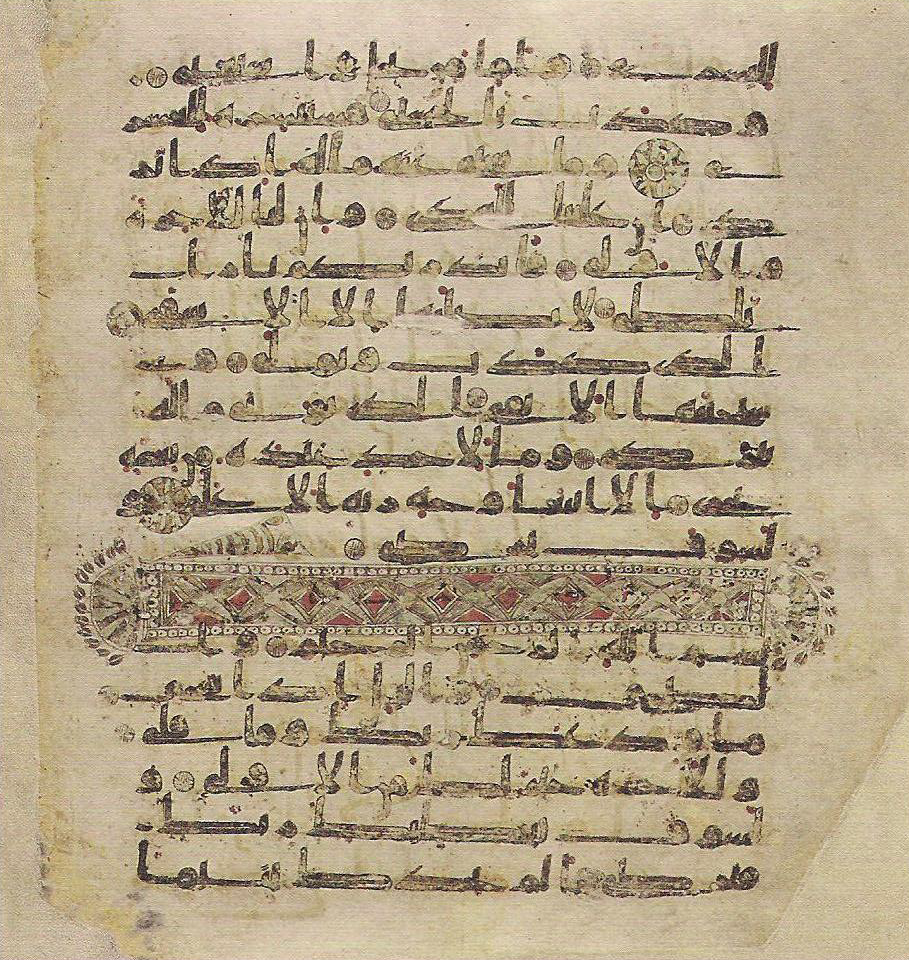
El Corán de Topkapi es una de las obras más valiosas de la biblioteca de Ahmed III.

La biblioteca neoclásica Enderûn, también conocida como biblioteca del sultán Ahmed III, está ubicada detrás de la Sala de la audiencia en el centro del tercer patio. Fue construida sobre el quiosco Havuzlu por el arquitecto Mimar Beşir Ağa en 1719 bajo las órdenes de Ahmed III para uso de los oficiales de la casa real. La columnata de este quiosco probablemente sea la que se encuentra ante el presente Tesoro.
La biblioteca es ejemplo de la arquitectura otomana del siglo XVIII. Alberga una planta de cruz griega con una sala cupulada en el centro, tres naves rectangulares y el cuarto brazo consiste en un porche. El edificio se encuentra en un sótano para proteger a los valiosos libros de la humedad.
Los muros sobre las ventanas están decorados con azulejos de Iznik de los siglos XVI y XVII con variedad de diseños. La cúpula central y las bóvedas rectangulares han sido pintadas y sigue un estilo de la era de los tulipanes, entre los años 1703 y 1730. Los libros estaban guardados en aberturas de los muros. El nicho opuesto a la entrada era la esquina privada de lectura del sultán.
La biblioteca alberga libros sobre teología, ley islámica y obras similares en lengua turca, árabe y persa. Contenía más de 3.500 manuscritos, algunos realizados en nácar y marfil. Actualmente estos libros están en la mezquita de Ağas, al oeste de la biblioteca. Una de las obras más relevantes es el Corán de Topkapi, una copia del siglo VIII del Corán realizado por el califa Utmán. La "Nueva biblioteca", denominada así tras la conversión en museo del palacio, alberga una colección de 20.000 manuscritos islámicos y no islámicos, así como una serie de mapas que no existen en otro lugar del mundo, una impresionante colección de miniaturas islámicas supera las 15.000 obras y unas 3.000 obras de la colección privada del sultanato. Además,  hay más de 3.000 coranes en escritura cúfica desde el siglo VIII en un ala especial. Los libros más preciados pertenecen al Ilkanato, descendientes del Imperio mongol, y su dinastía en la Irán de los siglos XIII y XIV, y al Imperio timúrida en Herat, la actual Afganistán.

### Pabellón del Santo Manto y las Reliquias Sagradas
En los que fueran los apartamentos privados del sultán Mehmed II se exhiben al público desde 1962 objetos religiosos mientras un imán reza versículos del Corán, lo cual se realiza continuamente desde hace más de 500 años.
Entre los objetos más importantes, enviados a los sultanes otomanos entre el siglo XVI y finales del siglo XIX, se encuentran el Santo Manto del fundador del islam, el profeta Mahoma, así como un pelo de su barba, el relicario donde se conserva uno de sus dientes, y el arco y la espada del profeta. También hay tierra de la tumba de Mahoma, una huella de su pie enmarcada en bronce, 139 ejemplares del Corán de gran importancia histórica para el islamismo, llaves de la Kaaba de la mezquita sagrada en La Meca y elementos personales de los compañeros del profeta como espadas, una bandeja de Abraham, un bastón de Moisés, la espada de David y la túnica de José (patriarca).
Las reliquias que se conservan en el Palacio de Topkapi son consideradas "las más sagradas del mundo musulmán" y se exhiben bajo una luz tenue para mantenerlas en buen estado de conservación.

## Harén

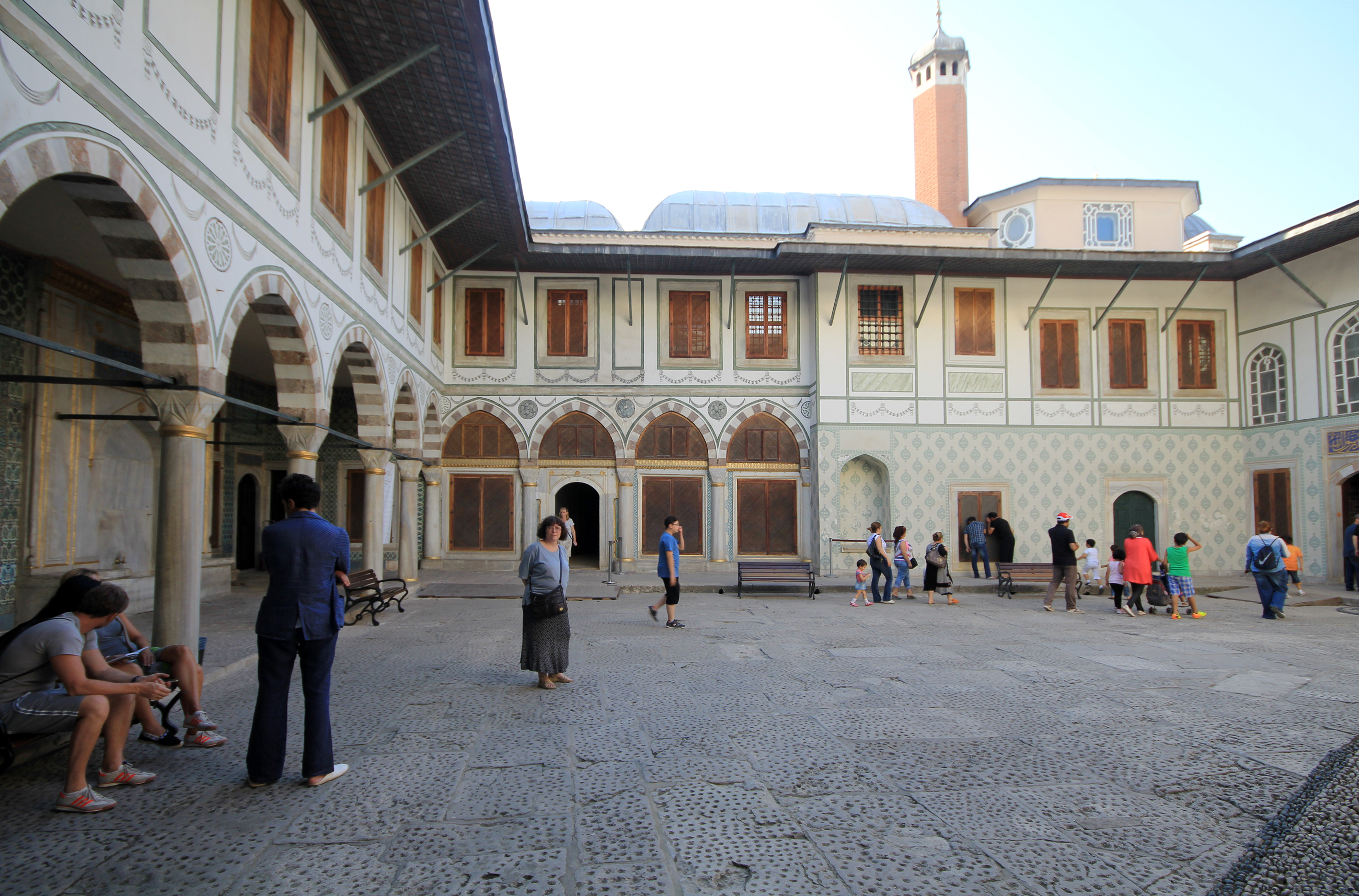
Patio de los apartamentos de la reina madre.

El Harén Imperial otomano (Harem-i Hümayûn) estaba dentro de las estancias privadas del sultán y albergaba más de 400 habitaciones. En el harén residía la madre del sultán, las concubinas y esposas del sultán y el resto de la familia, incluyendo niños y sus sirvientes. Cada grupo de sirvientes tenía su propia residencia en torno a un patio, con más de 100 habitaciones, de las cuales muy pocas están abiertas al público. El acceso a esta zona estaba terminantemente prohibido a excepción del sultán, la reina madre, las consortes y favoritas del sultán, los príncipes y sus concubinas, así como los eunucos que vigilaban el harén, con su propio jefe de los eunucos.
El ala del harén fue añadido a finales del siglo XVI y la mayoría de sus salas fueron diseñadas por Mimar Sinan. Parte del harén fue redecorado por los sultanes Mahmud I y Osmán III en un estilo barroco otomano influenciado por el italiano.

### Apartamentos de la reina madre
Los apartamentos de la reina madre son, juntos a los del sultán, las habitaciones más grandes del harén. Fueron construidas en el siglo XVI cuando la reina madre se trasladó al palacio de Topkapı desde el palacio Antigua (Eski Saray), aunque tuvieron que ser reconstruidas tras el incendio de 1665 hasta su conclusión en 1668. Solamente están abiertas al público dos salas: el comedor y la sala de recepción y el dormitorio en la planta alta con un pequeño oratorio. En las salas inferiores estaban las estancias de las concubinas. Los apartamentos de la reina madre conectaban con los del sultán a través del baño. Las habitaciones están decoradas con azulejos y porcelana de Iznik del siglo XVII y alberga un panel que representa La Meca o Medina.

### Sala Imperial

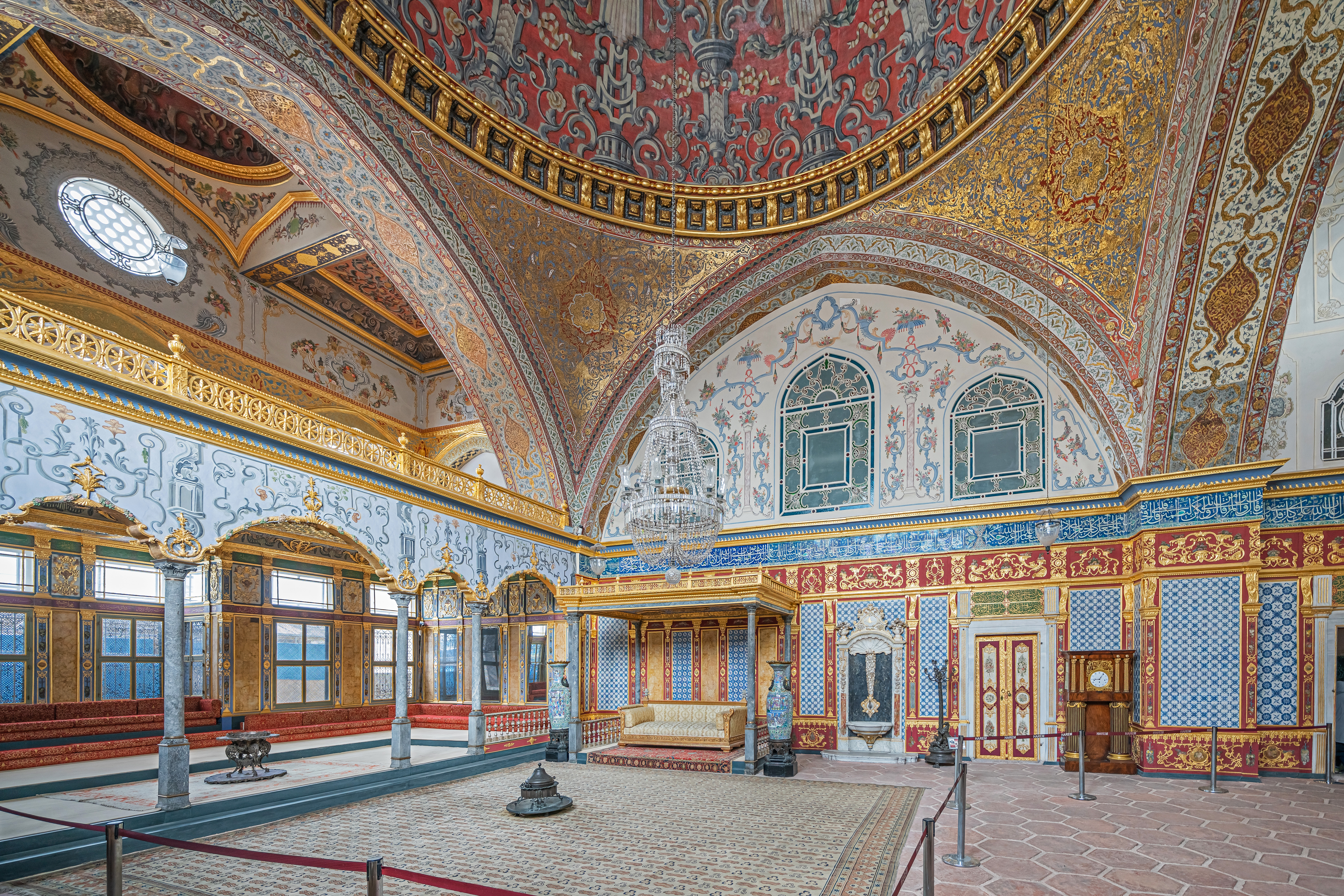
Sala Imperial en el harén.

La sala Imperial (Hünkâr Sofası), también conocida como Sofá Imperial, el Salón del Trono Interior o Sala de las Diversiones, es una sala cupulada del harén, construida a finales del siglo XVI. Alberga la cúpula más grande del palacio. Esta sala servía como recepción oficial del sultán, así como de entretenimiento en el harén. Aquí el sultán recibía a sus confidentes, invitados, a su madre, su primera esposa, sus consortes o sus hijos. También se rendía homenaje en festivales religiosos o se celebraban bodas en presencia de los miembros de la dinastía.
Tras el gran incendio de 1666, la sala se renovó en estilo rococó durante el reinado del sultán Osmán III. El cinturón de azulejos que rodea los muros alberga inscripciones caligráficas fue revestido de cerámica de Delft y espejos de cristal veneciano, aunque la cúpula y las rechinas aún muestran pinturas clásicas de su construcción original.
El trono del sultán se encuentra en la sala y la galería estaba ocupada por las consortes, lideradas por la reina madre. Las sillas doradas fueron un presente del emperador Guillermo II de Alemania, mientras que los relojes fueron obsequios de la reina Victoria de Inglaterra. Existe un acceso secreto detrás del espejo por seguridad del sultán.

## Cuarto patio

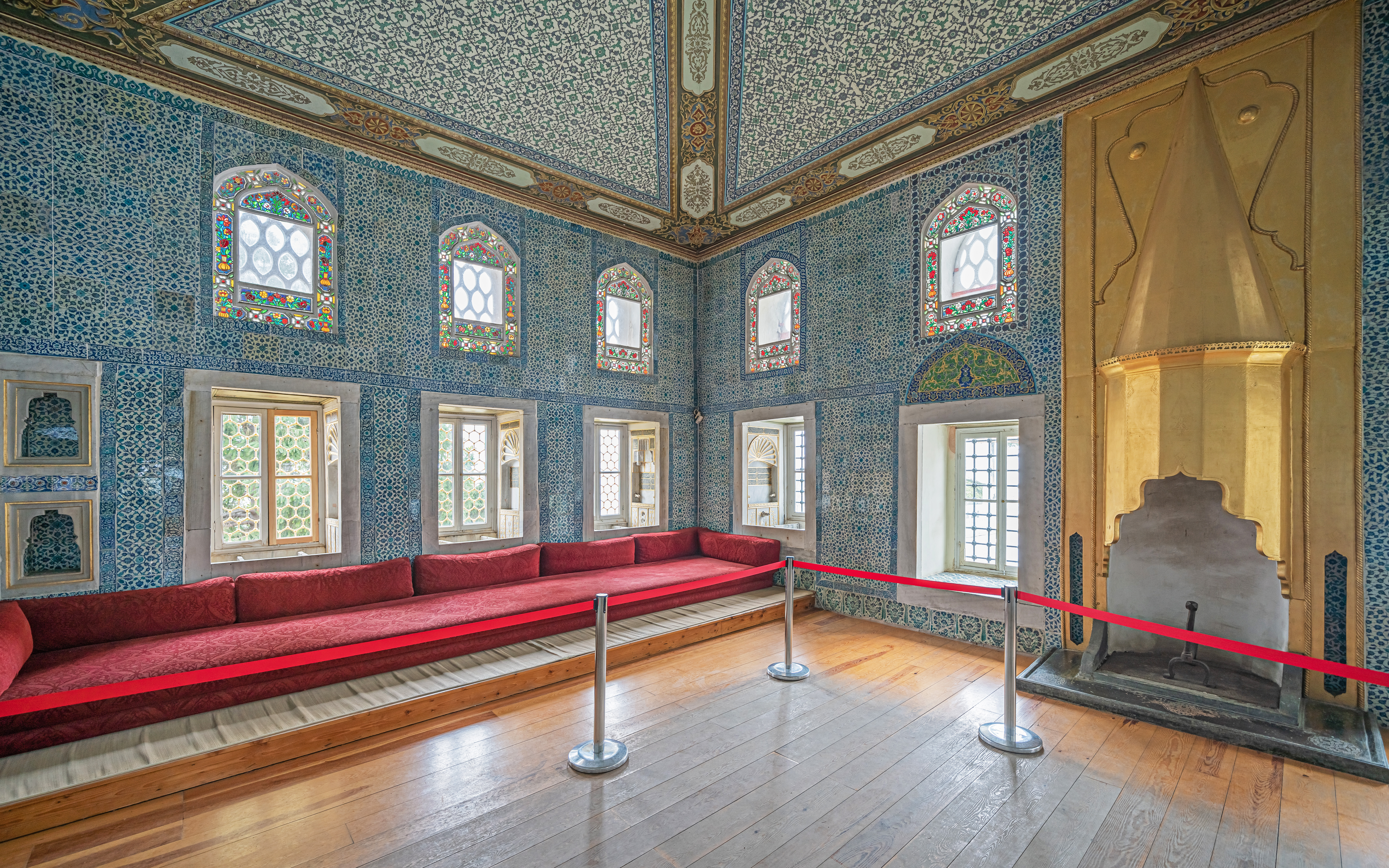
Interior de la sala de la Circuncisión.

El cuarto patio era el santuario más profundo e íntimo del sultán y su familia y consiste en varios pabellones, quioscos, jardines y terrazas. Formaba parte del tercer patio originalmente, pero los expertos lo han identificado como una zona separada.

### Sala de la Circuncisión
En 1640, el sultán Ibrahim I añadió la sala de la Circuncisión (Sünnet Odası), un quiosco de verano (Yazlik Oda) dedicado a la circuncisión de los jóvenes príncipes, una tradición islámica de limpieza y pureza. Algunos azulejos fueron reutilizados de otras estancias palaciegas como el Consejo imperial, el tesoro exterior, en el segundo patio, y el tesoro interior, en el tercer patio, como muestra de la nostalgia y adoración del periodo dorado de su reinado. Estos azulejos también servirán como prototipos para la decoración de los quioscos de Ereván y Bagdad. 
El sultán Murat IV mandó realizar al arquitecto real Hasan Ağa estos dos quioscos entre los años 1635 y 1636 para celebrar las victorias otomanas en Ereván y Bagdad durante la Guerra otomano-safávida.